# 阿舒阿尼皮湖
阿舒阿尼皮湖是加拿大的湖泊，位於該國東北部，處於拉布拉多半島西南部，由紐芬蘭-拉布拉多省負責管轄，面積517平方公里，島嶼面積79平方公里，海拔高度529米。